# Xenylla trisubloba
Xenylla trisubloba är en urinsektsart som beskrevs av Sophya K. Stebaeva och Potapov in Babenko, Chernova, Potapov 1994. Xenylla trisubloba ingår i släktet Xenylla och familjen Hypogastruridae. Inga underarter finns listade i Catalogue of Life.